# Ivan Binar
Ivan Binar (ur. 25 czerwca 1942 w Boskovicach) – czeski prozaik i publicysta, autor książek dla dzieci i młodzieży; ofiara reżimu komunistycznego, działacz na rzecz wolności, demokracji i praw człowieka. 

Obóz dla uchodźców Traiskirchen, Austria

## Życiorys
W 1959 r. ukończył XI Liceum Ogólnokształcące w Opawie i rozpoczął studia na wydziale pedagogicznym Uniwersytetu Ostrawskiego na kierunku filologia czeska, historia i sztuki piękne. W 1963 r. uzyskał dyplom po obronie pracy: Koliba, obec umělecké tvorby na Moravě. W latach 1963–1965 odbył zasadniczą służbę wojskową. Od 1965 r. pracował jako nauczyciel w szkole podstawowej w Dolním Benešovie, a także jako korektor w drukarni i pedagog w domu kultury w Ostrawie (Dům pionýrů a mládeže). W latach 1968–1971 był redaktorem czasopisma Tramp. Od 1970 był redaktorem naczelnym – do czasu zakazu wydawania magazynu w marcu 1971 r.

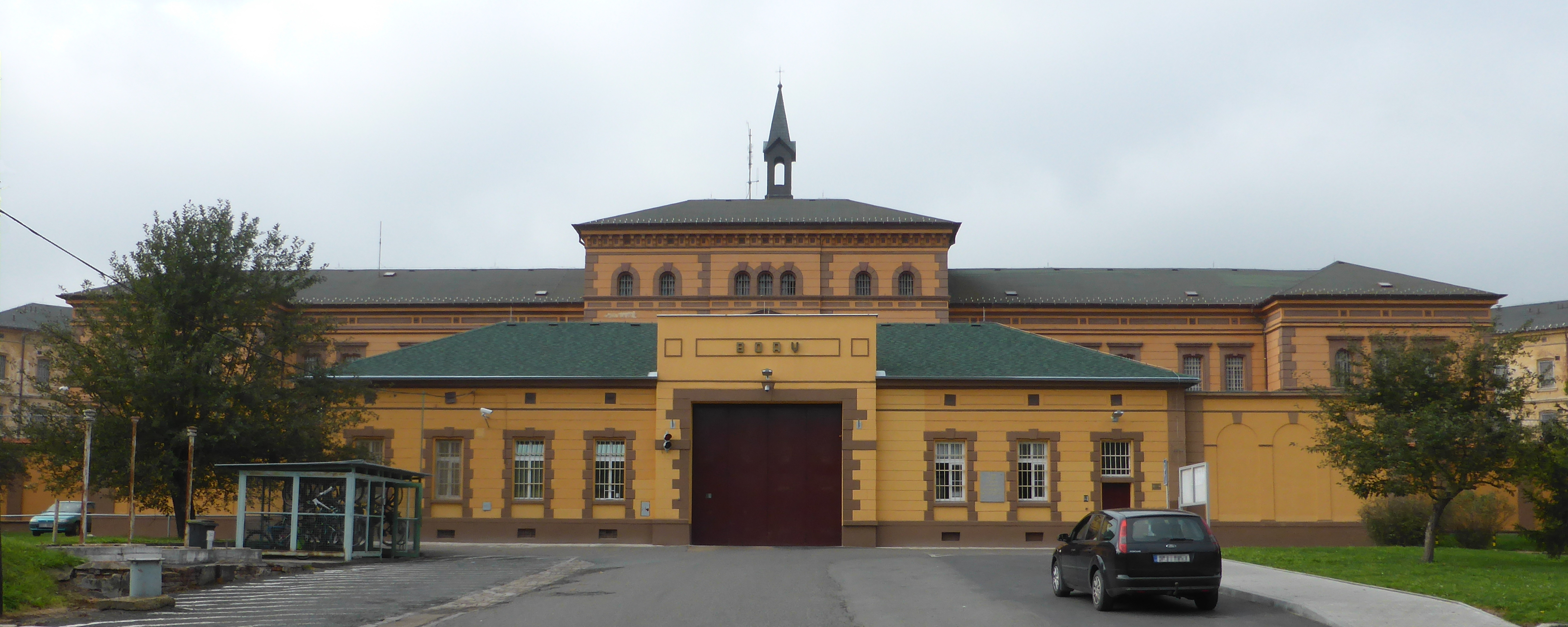
Więzienie Bory, Pilzno

Od 1965 r. był zaangażowany w działalność grupy teatralnej Divadélko Pod okapem, która występowała w centrum wystawienniczym Czarna Łąka. Po rozpadzie grupy, od 1968 r., występował z grupą teatralną Teatr Waterloo, która wystawiała przedstawienia w Narodowym Teatrze Morawsko-Śląskim. 1 kwietnia 1969 r. odbyła się prapremiera musicalu, scenicznej adaptacji powieści Walentina Katajewa, Syn pułku, nawiązującego do wydarzeń sierpniowych. W 1971 r. został aresztowany i skazany na 12 miesięcy więzienia za działalność wywrotową. Razem z nim skazano m.in. reżysera przedstawienia Eduarda Schiffauera. Od sierpnia 1972 do lutego 1973 odbywał karę w więzieniu Bory w Pilznie.
Po wyjściu na wolność pracował jako kierowca ciężarówki, a później jako mechanik w elektrowni. W styczniu 1977 roku podpisał Kartę 77. W maju 1977 r. został zesłany do Austrii, w październiku 1979 r. pozbawiono go obywatelstwa czechosłowackiego. Początkowo mieszkał w Wiedniu, gdzie do 1980 r. był zatrudniony jako konserwator porcelany, następnie w latach 1980-1983 pracował jako tłumacz w obozie dla uchodźców Traiskirchen. 5 października 1982 r. uzyskał obywatelstwo austriackie. W latach 1983–2002 pracował jako redaktor rozgłośni radiowej Radiu Wolna Europa, najpierw w Monachium, a po powrocie do Czech w 1994 r., kontynuował współpracę z radiem w Pradze. W latach 2003–2004 był przewodniczącym Stowarzyszenia Pisarzy.

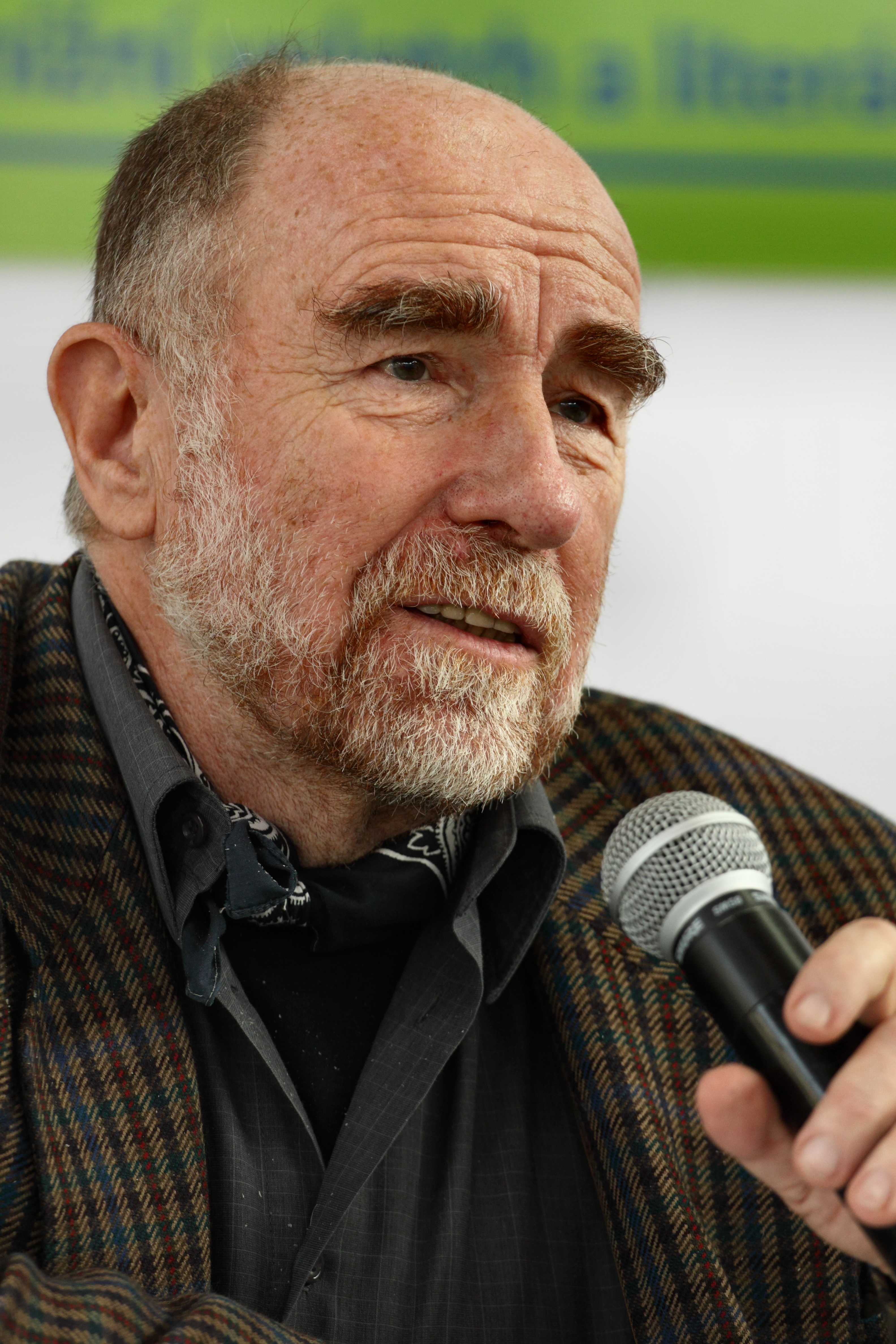
Ivan Binar, 2009

W 2003 r. był członkiem Rady Telewizji Czeskiej.
W 2013 r. otrzymał Nagrodę im. Václava Bendy przyznawaną przez Instytut Badania Reżimów Totalitarnych za działalność na rzecz wolności, demokracji i praw człowieka.  
W 2016 r., na wniosek Rady Miasta Pilzna, otrzymał Nagrodę 1 czerwca, upamiętniającą publiczne wystąpienie Pilzneńczyków przeciwko reżimowi totalitarnemu w 1953 r. (Dzień Pierwszego Bicia Dzwonu), za znaczący wkład w wyjaśnienie i egzekwowanie zasad demokracji, wolności i sprawiedliwości oraz konsekwentną obronę praw i wolności człowieka za pośrednictwem prasy, radia i telewizji. 

## Twórczość
Pierwszy tekst Binara, i znaczna część późniejszych dzieł, skierowana jest do młodych czytelników. Zadebiutował w 1962. opowiadaniem Sny v láhvi opublikowanym w piśmie Mladé svět. W latach 60. i 70. publikował w Repertoár malé scény, Kurýr, Sešit pro mladou literaturu, Sluníčko i Červený kvet. W latach 80. publikował w czasopismach emigracyjnych Svědectví, Právo lidu, Obrys i Listy. Po powrocie do Czech publikował w pismach: Tvar, Dokořán, Reportér. W 1974 r. wydał pierwszą powieść Kdo, co je pan Gabriel. Pod koniec lat 60. pisał bajki dla redakcji Radia Czechosłowackiego do programu Hajaja. Po powrocie do Czech z wygnania pisał scenariusze audycji radiowych m.in. dla Czeskiego Radia Plus. W 2004 r. studio Czeskiego Radia Brno wyemitowało adaptację opowiadania Binara O zvířeti Jaromíru (reż. Zdeněk Kozák). W 2011 r. Česká televize nakręciła i wyemitowała animowaną serię bajek dla dzieci Králík Fiala na podstawie książki i scenariusza Binara (reż. David Súkup). Ważnym źródłem inspiracji Binara są doświadczenia życiowe autora. W wydanej w 1977 r. powieści Rekonstrukce zawarł autobiograficzne wątki, w których opisał okoliczności swego uwięzienia. Z kolei w Kytovna umění i, w wydanej także w Polsce, Siedem rozdziałów z życia Václava Netušila albo Rowerem dookoła świata, umieścił doświadczenia z pobytu na wygnaniu w Austrii. 

## Wybrane dzieła
Powieści:
- Kdo, co je pan Gabriel, wydanie podziemne 1974 (wydanie za granicą – po czesku 1978, po niemiecku 1985)
- Rekonstrukce, wydanie podziemne 1977 (po niemiecku 1979, 2002)
- Rozprava v krabici (wydanie za granicą, po czesku 1985)
- Kytovna umění, wydanie podziemne 1985 (wydanie za granicą, po czesku 1988), wydanie w Czechach 1991
- Jeníkova práce, 1996
- Ohrada, 1997
- Sedm kapitol ze života Václava Netušila aneb S kolem kolem světa, 2000 (polskie wydanie: Siedem rozdziałów z życia Václava Netušila albo Rowerem dookoła świata, przekład Dorota Dobrew, Amaltea, Wrocław 2016)
- Egonek na útěku a M-Mirek v pasti, 2004
- Jen šmouha po nebi, 2013
- Peckova jáma, 2016

Książki dla dzieci i młodzieży:
- Knížka o tom, jak pan Bouda s cirkusem se světem loudá, 1969
- S kouzelníkem kolem světa, 1997
- Kilo jablek pro krále, 2003
- Bibiana píská na prsty, 2009
- Králík Fiala(inne języki), 2012
- Bořivoj a blecha Flo, 2014